# Eduardo Freitas
Pour les articles homonymes, voir Freitas.
Eduardo Freitas est un officiel du sport automobile et directeur de course portugais.
Entre 2002 et 2022, il est directeur de course pour le championnat FIA GT, le championnat d'Europe FIA des voitures de tourisme, l'European Le Mans Series, l'Asian Le Mans Series et le championnat du monde d'endurance FIA. Dans ce rôle, il supervise la logistique des week-ends de voitures de sport, de voitures de tourisme et de courses d'endurance, veillant à ce que les voitures, les pistes et les pilotes soient conformes aux réglementations de la Fédération internationale de l'automobile avant, pendant et après une course.
En 2022, il remplace l'ancien directeur de course Michael Masi en tant que directeur de course de Formule 1 aux côtés de Niels Wittich.

## Biographie

### Jeunesse
Né au Portugal, Eduardo Freitas fait remonter sa passion pour les motos à son adolescence, vers 1977 : il « s'amusait le week-end à réparer des moteurs à deux temps sur de petites motos ». Un ami l'a ensuite incité « à faire de même sur un moteur deux-temps de karting ».

### Débuts
Tout comme l'ancien directeur de course de Formule 1 Charlie Whiting, Eduardo Freitas commence sa carrière dans le sport automobile, lorsqu'un ami l'invite à travailler comme mécanicien de karting lors du championnat du monde de karting à Estoril en 1979,. Il gravit ensuite les échelons de commissaire de piste à directeur de course en karting.
Au cours de son travail en tant que commissaire de piste sur le circuit d'Estoril en 2002, il est invité à diriger le championnat FIA GT et ETCC pendant une saison, rôle qu'il conserve jusqu'à la fin 2009. La FIA le promeut alors au championnat mondial FIA GT1 et, en 2012, le nomme directeur de course en championnat du monde d'endurance FIA.
Eduardo Freitas travaille ainsi dans le sport automobile en tant que mécanicien, commissaire de piste et directeur de course pour des courses de monoplaces, de voitures de tourisme et d'endurance pendant plus de 40 ans, dont vingt en tant que directeur de course pour le FIA WEC et les 24 Heures du Mans Series, European Le Mans Series et Asian Le Mans Series,.

### Formule 1
Lors des conférences et des réunions des directeurs de course de la FIA, Eduardo Freitas travaille aux côtés des anciens directeurs de course de Formule 1 Michael Masi et Charlie Whiting. Lors du Grand Prix du Portugal 2020, pour sa course à domicile sur le circuit de l'Algarve à Portimão, il intègre l'équipe de direction de course menée par Masi.
À la suite de la fin controversée du Grand Prix d'Abou Dabi 2021, au cours de laquelle les décisions de Michael Masi sont remises en cause, une pétition est lancée par des fans de Formule 1 pour nommer Freitas nouveau directeur de course.
Le 17 février 2022, la FIA démet Masi de ses fonctions de directeur de course après avoir analysé les événements du Grand Prix d'Abou Dabi 2021,. Eduardo Freitas et Niels Wittich sont nommés directeurs de course en remplacement de Masi et Herbie Blash est nommé conseiller principal permanent.